# Madison Tevlin
Madison Tevlin és una actriu i presentadora canadenca. És coneguda per sobretot pel seu programa d'entrevistes al canal CBC Gem Who Do You Think I Am? l'any 2022, pel qual va rebre una nominació als premis Canadian Screen per Millor Presentador en un Programa d'Entrevistes o Sèrie d'Entreteniment als onzens Canadian Screen Awards l'any 2023, i com a protagonista de la pel·lícula de 2023 Champions.
Tevlin, que té síndrome de Down, va atreure l'atenció mediàtica per primer cop el 2015 quan un vídeo seu cantant la cançó "All of Me" de John Legend es va fer viral a Internet, fins i tot arribant al mateix Legend. Després va començar a tenir papers ocasionals a les sèries de televisió Mr. D i Lost & Found Music Studios.
Ha declarat que un dels seus objectius principals és negar malentesos, presentant la seva història personal com a dona que té passions talents i objectius a complir, i que és capaç de molt més que no n'espera típicament la gent a causa de la seva discapacitat. A Who Do You Think I Am?, Tevlin entrevista convidats que també han experimentat prejudicis i que s'han representat de forma errònia en entorns diversos; alguns convidats al programa han estat la comediant Ann Pornel, el cantant Tyler Shaw, l'actor Lane Webber, l'artista drag  Juice Boxx, i la defensora dels drets dels indígenes Laura Vukson.

## Premis
El desembre de 2024, Madison Tevlin fou inclosa a la llista 100 Women de la BBC.